# T1 리그

T1 리그(T1 League, 중국어: T1聯盟)는 중화민국의 사라진 프로농구 리그였다. 현재는 사라진 중국농구연맹(CBA, 1994~1999)과 P.리그+(PLG, 2020년 창단)에 이어 세 번째 대만 프로농구 리그였다.

## 정규시즌
각 팀은 홈에서 3번, 원정에서 3번씩 총 6번의 경기를 펼친다. 정규 시즌에는 각 팀이 총 30경기를 치르다. 각 팀은 2023-24 정규 시즌 동안 총 7번, 총 28번의 경기를 치렀다.

## 같이 보기
- P. 리그+
- 타이완의 스포츠